# Aliança
Die Aliança Navegação e Logística  Ltda., kurz Aliança, ist eine brasilianische Reederei. Sie ist ein Tochterunternehmen der Reederei Maersk und zählte zu den zehn größten brasilianischen Transportunternehmen.

## Geschichte
Das Unternehmen geht auf die Grupo Fischer, heute eines der weltweit größten Orangensaftunternehmen, des deutschen Einwanderer Carl Fischer zurück. Fischer war Kaufmann und blieb 1928, eigentlich auf dem Weg nach Argentinien, in Santos. Er erwarb zunächst eine Citricola genannte Plantage und baute ab 1932 einen Fruchthandel auf. Im Jahr 1950 wurde die Reederei Empresa de Navegação Aliança S.A. in Rio de Janeiro gegründet, die mit einem Fruchtschiff, das im Verkehr zwischen Brasilien und Argentinien eingesetzt wurde, begann. In den ersten Jahren arbeitete die Reederei ausschließlich in der Küstenschifffahrt entlang der südamerikanischen Ostküste und wuchs bis Mitte der 1960er Jahre zum größten brasilianischen Anbieter von Kabotage-Diensten. In den Jahren ab 1967 erweiterte Aliança ihr Liniennetz zunächst nach Europa, danach ab Anfang der 1990er Jahre in die Häfen der Vereinigten Staaten aus. In den Jahren von 1965 bis 1991 gab die Reederei 30 neue Schiffe in Auftrag, von denen die Mehrzahl in Brasilien gebaut wurde. In Spitzenzeiten betrieb die Reederei über 50 Schiffe.
Nach der Übernahme für 50 Millionen Euro durch die Oetker-Gruppe im Jahr 1998 wurde das Unternehmen erst in Aliança Transportes Maritimos S.A. umbenannt und erweiterte seine Linienschifffahrt um Anlaufhäfen im Golf von Mexiko, in Europa, Mittelamerika, der Karibik, Asien und Brasilien. Ab August, 1999 konzentrierte sich Aliança erneut auf Kabotagedienste im brasilianischen Containerverkehr. Im Jahr 2000 wandelte man das Unternehmen in eine Gesellschaft mit beschränkter Haftung nach brasilianischem Recht um und es erhielt seinen heutigen Namen Aliança Navegação e Logistica Ltda. Am 1. Dezember 2016 wurde mitgeteilt, dass sich Oetker von der Reedereisparte trennen und an Maersk verkauft würde.

## Heute
Heute betreibt das Unternehmen Containerdienste mit einem Schwerpunkt auf dem Transport von Kühl- und Gefriergut. Das heutige Liniennetz von Aliança verbindet die Häfen der südamerikanischen Atlantikküste mit allen wichtigen Teilen der Welt. Eingesetzt werden zehn Containerschiffen im innerbrasilianischen Verkehr und weiteren 15 Schiffen auf internationalen Diensten.

## Kontorflagge
Die Kontorflagge der Reederei besteht aus drei horizontalen Streifen in schwarz, weiß und rot (von oben nach unten), die an die deutsche Herkunft Fischers erinnern. Auf dem weißen Streifen sind zwei nebeneinander liegende und ineinandergreifende gelbe Ringe abgebildet, die die beiden durch die Reederei verbundenen Hemisphären repräsentieren. In der Mitte der Ringe befand sich bis 1993 ein schwarzes „A“, seit 1993 ein blaues stilisiertes „A“, das für den Reedereinamen steht.

## Einzelbelege
1. ↑  Confira as novidades da Aliança em nosso portal de notícias. Abgerufen am 20. Januar 2024 (portugiesisch).
2. ↑  Oetker trennt sich von Reedereigeschäft orf.at, 1. Dezember 2016, abgerufen am 1. Dezember 2016.
3. ↑  Frank Binder: Oetker macht Kasse mit Hamburg Süd · Zuschlag für Maersk · Keine Angaben über den Kaufpreis · Wert der Flotte wird auf 1,4 Milliarden Us-Dollar beziffert. In: Täglicher Hafenbericht vom 2. Dezember 2016, S. 1+3.
4. ↑  Der Verkauf wurde zum 30. November 2017 abgeschlossen. Siehe: Verkauf der Reederei  Hamburg Süd an Maersk Line  abgeschlossen. Dr. August Oetker KG - Pressemitteilung, archiviert vom Original (nicht mehr online verfügbar) am 1. März 2018; abgerufen am 24. Februar 2018.
5. ↑  Flaggen und Reedereigeschichte bei Flags of the World (Memento vom 8. März 2016 im Internet Archive) im Webarchiv (englisch)